# Pomatocalpa sphaetophorum
Pomatocalpa sphaetophorum är en orkidéart som först beskrevs av Rudolf Schlechter, och fick sitt nu gällande namn av Johannes Jacobus Smith. Pomatocalpa sphaetophorum ingår i släktet Pomatocalpa och familjen orkidéer. Inga underarter finns listade i Catalogue of Life.